# 利部志穂
利部 志穂（かがぶ しほ、1981年 - ）は、日本の現代アーティスト。

## 概要
神奈川県生まれ。文化女子大学の立体造形コースを卒業後、多摩美術大学大学院美術研究科彫刻専攻修了。2017年から文化庁在外派遣研修員として2年間イタリア・ミラノに滞在。2022年現在は東京を拠点に制作活動を行う。

## 主な展覧会
- 「所沢ビエンナーレ “引込線2015”」（旧所沢市立第2学校給食センター、2015）
- 「KAKEHASHI Project」（Japan Society、ニューヨーク、2014）
- 「アーティスト・ファイル2013—現代の作家たち」（国立新美術館、東京、2013）
- 「タマがわ、たった火」（実家 JIKKA、東京／NADiff Window Gallery、東京、2013）
- 「発信 //板橋//2011 けしきをいきる」（板橋区立美術館、2011）
- 「VOCA展2010」（上野の森美術館、2010）
- 「back to the drawing board “もう一度始めから再構築する”」（geh8 Kunstraum und Ateliers e.V.、ドイツ、2010）

など。